# L'Arbre de Noël (film, 1933)
Pour les articles homonymes, voir The Night Before Christmas.
Pour plus de détails, voir Fiche technique et Distribution.
L'Arbre de Noël ou La Nuit de Noël (The Night Before Christmas) est un court métrage de Noël d'animation américain, en couleur de la série des Silly Symphonies réalisé par Wilfred Jackson, sorti le 9 décembre 1933. Ce film se base sur le poème A Visit from St. Nicholas, aussi nommé The Night Before Christmas, d'Henry Livingston Junior (souvent attribué à tort à Clement Clarke Moore).

## Synopsis
La nuit de Noël, dans une petite maison, huit enfants dorment dans un grand lit, rêvant au Père Noël. Soudain, il arrive volant dans son traîneau et se pose sur le toit. Il dépose son sac, sort une trompette et donne vie aux jouets...

## Fiche technique
- Titre original : The Night Before Christmas
- Titre français : L'Arbre de Noël ou La Nuit de Noël
- Autres titres[2] :
  -  Allemagne : Der Weihnachtsmann kommt
  -  États-Unis : Santa's Toys (version en 16 mm)[3]
  -  Italie : La Notte di Natale
  -  Suède : Da'n före da'n, Da'n före doppareda'n, Jultomten kommer, Tomtens julnatt
- Série : Silly Symphonies
- Réalisateur : Wilfred Jackson
- Scénario : Bill Cottrell d'après Henry Livingston Junior
  - Storyboard : Webb Smith
- Voix : Kenny Baker[1] (narrateur) / Donald Novis[2]  (chanteur)
- Animateur[1]:
  - équipe principale : Louie Schmitt, Hamilton Luske, Bob Wickersham, Ed Love, Dick Huemer, Les Clark, George Drake, Hardie Gramatky
  - équipe de Ben Sharpsteen : Ugo D'Orsi, Ed Smith, Leonard Sebring, Joe D'Igalo, Tom McKimson, Archie Robin, Roy Williams
- Producteur : Walt Disney
- Société de production : Walt Disney Productions
- Distributeur : United Artists Pictures
- Date de sortie : 9 décembre 1933[2],[3]
- Autres dates[1] :
  - Date annoncée : 9 décembre 1933
  - Dépôt de copyright : 1er décembre 1933
  - Première à New York : 21 décembre 1933 au 3 janvier 1934 au Radio City Music Hall en première partie de Flying Down to Rio de Thornton Freeland
- Format d'image : Couleur (Technicolor)
- Son : Mono (RCA Sound System[2])
- Musique[1] : Leigh Harline
  - Musique originale : Twas the Night Before Christmas (Harline)
  - Extrait de Douce nuit, sainte nuit (1818) de Franz Xaver Gruber
  - Extrait de Jingle Bells (1857) de James Pierpont
- Durée : 8 min 34 s
- Langue : (en)
- Pays :  États-Unis

## Voix françaises

### 1erdoublage (date inconnue)
Aucune voix reconnue pour l'instant. Le doublage semble très ancien !

### 2edoublage (1995)
- Michel Costa : Soliste

### 3edoublage (exploité dansMes plus beaux contes de Noël, 2001)
- Pierre-François Pistorio : Soliste
- Daniel Beretta : Père Noël

## Commentaires
En raison de son thème lié à la période de Noël, la production de ce film, prévu à l'origine pour sortir début janvier 1934, a été intensifiée et la sortie avancée. L'ordre de production officiel le place après The China Shop. L'ordre de sortie des deux films ayant été échangé.
Le film est considéré comme une suite de L'Atelier du Père Noël (1932).